# Nogueirapis mirandula
Nogueirapis mirandula là một loài Hymenoptera trong họ Apidae. Loài này được Cockerell mô tả khoa học năm 1917.